# Zygocanna vagans
Zygocanna vagans är en nässeldjursart som beskrevs av Bigelow 1912. Zygocanna vagans ingår i släktet Zygocanna och familjen Aequoreidae. Inga underarter finns listade i Catalogue of Life.